# Grammitis leptopoda
Grammitis leptopoda är en stensöteväxtart som först beskrevs av Charles Henry Wright, och fick sitt nu gällande namn av Edwin Bingham Copeland. Grammitis leptopoda ingår i släktet Grammitis och familjen Polypodiaceae. Inga underarter finns listade.